# مجموعة أوراق اللعب لأهم المطلوبين العراقيين

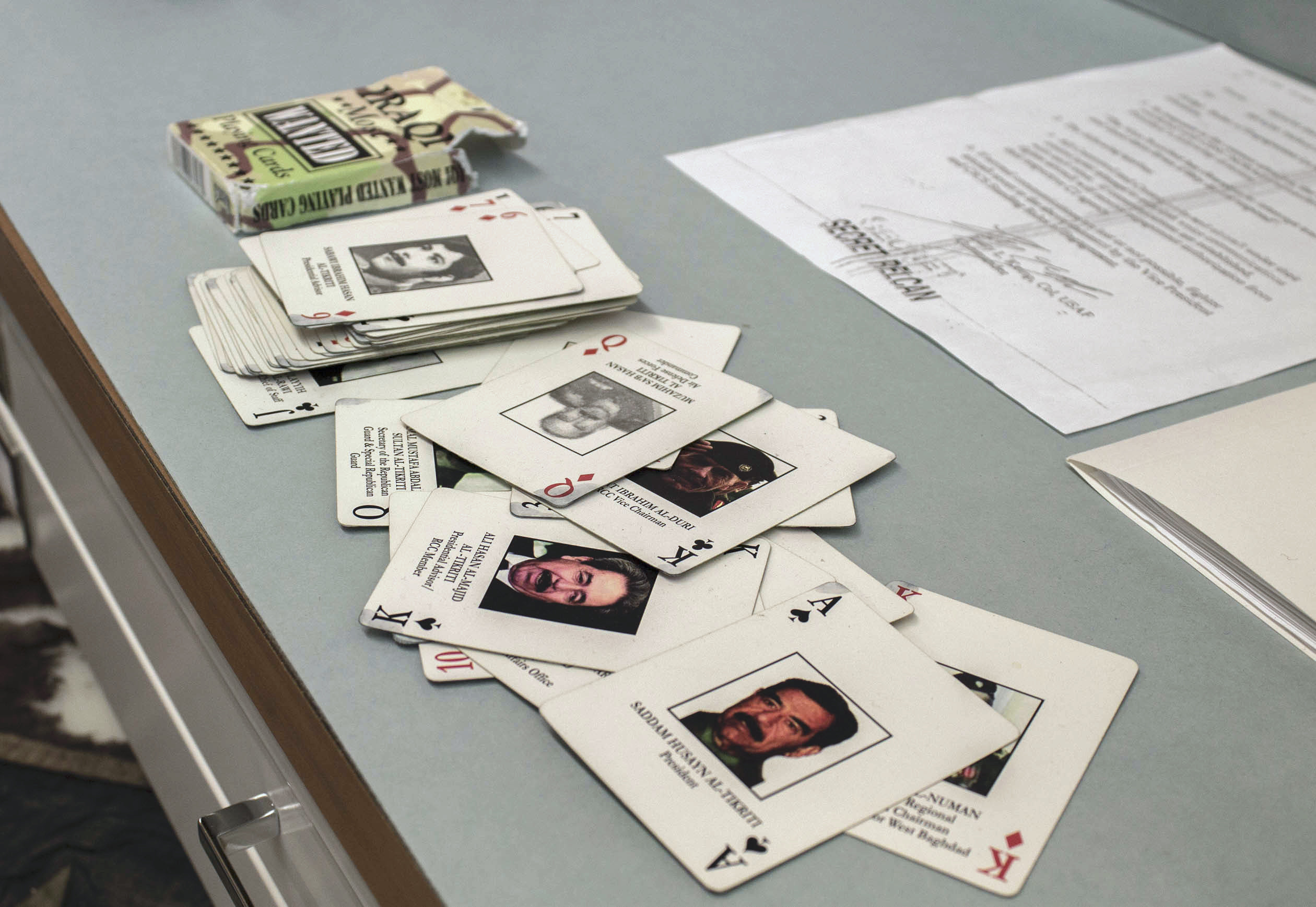
أوراق اللعب التي تحمل صور المطلوبين العراقيين مبعثر على طاولة في دائرة الأرشيف في متحف الجيش الوطني في ولاية لويزيانا الأمريكية

بعد الغزو الأمريكي للعراق عام 2003 طورت وكالة استخبارات الدفاع الأمريكية ورق لعب للجنود ليساعدهم على التعرف على أعضاء حكومة صدام حسين الأكثر طلبًا، وأغلبهم رؤساء وشخصيات كبيرة في حزب البعث العربي الاشتراكي أو أعضاء مجلس قيادة الثورة. هذا الورق سمي رسميًا بـ«ورق لعب التعرف على الهوية».

## رمز البستوني ♠
- آس ♠: صدام حسين، رئيس (#1 على قائمة الأكثر طلبًا).
- ملك ♠: علي حسن المجيد، مستشار رئاسي، عضو مجلس قيادة الثورة، معروف بـ «علي الكيمياوي» (#5).
- ملكة ♠: محمد حمزة الزبيدي، متقاعد، أصلاً عضو في مجلس قيادة الثورة (#9، كان #18).
- أمير ♠: إبراهيم عبد الستار محمد، رئيس اركان الجيش (#13، كان #11).
- عشرة ♠: حامد رجا شلاح، قائد القوة الجوية (#17، كان #15).
- تسعة ♠: روكان رزوقي عبد الغفور، رئيس مكتب الشؤون العشائرية (#21، كان #39).
- ثمانية ♠: طارق عزيز، نائب رئيس مجلس الوزراء (#25، كان #43).
- سبعة ♠: محمود ذياب الأحمد، وزير الداخلية (#29، كان #46).
- ستة ♠: عامر محمد رشيد، مستشار رئاسي، وزير النفط السابق (#33، كان #47).
- خمسة ♠: وطبان إبراهيم التكريتي، مستشار رئاسي (#37، كان #51).
- أربعة ♠: محمد زمام عبد الرزاق، عضو القيادة القطرية لحزب البعث العربي الاشتراكي (#41، كان #23).
- ثلاثة ♠: سعد عبد المجيد الفيصل، عضو القيادة القطرية لحزب البعث العربي الاشتراكي (#55، كان #36).
- أثنان ♠: رشيد طعان كاظم، عضو القيادة القطرية لحزب البعث العربي الاشتراكي (#49، كان #30).

## رمز السباتي ♣
- آس ♣: قصي صدام حسين، ابن صدام حسين (#2).
- ملك ♣: عزت إبراهيم الدوري، نائب رئيس مجلس قيادة الثورة (#6).
- ملكة ♣: كمال مصطفى عبد الله السلطان، امين سر الحرس الجمهوري (#10، ولكن كان #8).
- أمير ♣: سيف الدين فليح حسن طه، قائد الحرس الجمهوري (#14، ولكن كان #12).
- عشرة ♣: لطيف نصيف جاسم، نائب رئيس المكتب العسكري لحزب البعث العربي الاشتراكي (#18، ولكن كان #37).
- تسعة ♣: جمال مصطفى السلطان، نائب رئيس مكتب الشؤون العشائرية (#22، ولكن كان #40).
- ثمانية ♣: وليد حامد توفيق، محافظ البصرة (#26، ولكن كان #44).
- سبعة ♣: أياد فتيح خليفة، رئيس جيش القدس (#30، ولكن كان #20).
- ستة ♣: حسام محمد أمين، رئيس مكتب الرقابة الوطني (#34، ولكن كان #49).
- خمسة ♣: برزان إبراهيم الحسن، مستشار رئاسي (#38، ولكن كان #52).
- أربعة ♣: سمير عبد العزيز النجم، عضو القيادة القطرية لحزب البعث العربي الاشتراكي (#42، ولكن كان #24).
- ثلاثة ♣: سيف الدين محمود المشهداني، عضو القيادة القطرية لحزب البعث العربي الاشتراكي (#46، ولكن كان #27).
- أثنان ♣: عقلة صقر الكبيسي، عضو القيادة القطرية لحزب البعث العربي الاشتراكي (#50، ولكن كان #31).

## رمز الكبة♥
- آس ♥: عدي صدام حسين، ابن صدام حسين (#3).
- ملك ♥: هاني عبد اللطيف طلفاح، جهاز الأمن الخاص (#7).
- ملكة ♥: برزان عبد الغفور سليمان مجيد، قائد الحرس الجمهوري الخاص (#11، ولكن كان #9).
- أمير ♥: رافع عبد اللطيف طلفاح، مدير الأمن العام (#15، ولكن كان #13).
- عشرة ♥: عبد التواب ملا حويش، نائب رئيس مجلس الوزراء (#19، ولكن كان #16).
- تسعة ♥: مزبان خضر هادي، عضو مجلس قيادة الثورة (#23، ولكن كان #41).
- ثمانية ♥: سلطان هاشم أحمد، وزير الدفاع (#27، ولكن كان #19).
- سبعة ♥: زهير طالب عبد الستار، رئيس الاستخبارات العسكرية (#31، ولكن كان #21).
- ستة ♥: محمد مهدي صالح (#35، ولكن كان #48).
- خمسة ♥: هدى صالح مهدي عماش، عالمة في أسلحة الدمار الشامل (تلقب باسم «السيدة جمرة خبيثة» (#39، ولكن كان #53).[1][2][3]
- أربعة ♥: همام عبد الخالق عبد الغفور، وزير التعليم العالي والبحث العلمي (#43، ولكن كان #54).
- ثلاثة ♥: فاضل محمود غريب، عضو القيادة القطرية لحزب البعث العربي الاشتراكي (#47، ولكن كان #28).
- أثنان ♥: غازي حمود، عضو القيادة القطرية لحزب البعث العربي الاشتراكي (#51، ولكن كان #32).

## رمز الديناري♦
- آس ♦: عبد حميد محمود، سكرتير الرئيس (#4).
- ملك ♦: عزيز صالح النومان، مسؤول القيادة القومية لحزب البعث العربي الاشتراكي (#8، ولكن كان #17).
- ملكة ♦: مزاحم صعب حسن، قائد قوات الدفاع الجوي (#12، ولكن كان #10).
- أمير ♦: طاهر جليل حبوش، المخابرات (#16، ولكن كان #14).
- عشرة ♦: طه ياسين رمضان، نائب الرئيس / عضو مجلس قيادة الثورة (#20، ولكن كان #38).
- تسعة ♦: طه محيي الدين معروف، نائب الرئيس/عضو مجلس قيادة الثورة (#24، ولكن كان #42).
- ثمانية ♦: حكمت إبراهيم العزاوي، وزير المالية ونائب رئيس مجلس الوزراء (#28، ولكن كان #45).
- سبعة ♦: عامر حمودي حسن السعدي، المستشار الرئاسي العلمي (#32، ولكن كان #55).
- ستة ♦: سبعاوي إبراهيم التكريتي، مستشار رئاسي (#36، ولكن كان #50).
- خمسة ♦: عبد الباقي عبد الكريم السعدون، عضو القيادة القطرية لحزب البعث العربي الاشتراكي (#40، ولكن كان #22).
- أربعة ♦: يحيى عبد الله العبودي، عضو القيادة القطرية لحزب البعث العربي الاشتراكي (#44، ولكن كان #25).
- ثلاثة ♦: محسن خضر الخفاجي، عضو القيادة القطرية لحزب البعث العربي الاشتراكي (#48، ولكن كان #29).
- أثنان ♦: عادل عبد الله مهدي، عضو القيادة القطرية لحزب البعث العربي الاشتراكي (#52، ولكن كان #33).